# Casa de Herrera
La Casa de Herrera es la unión de notables familias con diversas nacionalidades que desde el siglo XIV. han dejado huella alrededor del mundo siendo terratenientes, lores, conquistadores, comerciantes y, más tarde, banqueros. La influencia de la familia abarca España, las Canarias, Venezuela, Alemania e Inglaterra. La Casa de Herrera se estableció en reconocimiento a la confianza y las responsabilidades que les fueron conferidas a través de siglos de alianzas.

## La Dinastía Herrera
La Casa de Herrera ha jugado un papel significativo en el comercio y la banca internacional y es en gran medida responsable de haber sido pionera en el desarrollo y modernización del sistema bancario en América Latina, donde contribuyó a establecer varios Bancos Centrales.
La dinastía Herrera se unió familiarmente con la dinastía Velutini, una noble familia con raíces en Italia y Alemania, y en 1890 la familia Velutini fundó el Banco de Venezuela y el Banco de Caracas. La familia Velutini ayudó a establecer el Banco Central de Venezuela y creó su propia moneda, respaldada por una gran mina de oro. Incluso hoy, la familia Herrera Velutini es una de las mayores propietarias de tierras en Venezuela; esto incluye una de las mayores reservas de petróleo del mundo.

## Notables Propiedades de la Familia Herrera

### Hacienda La Vega (Caracas)

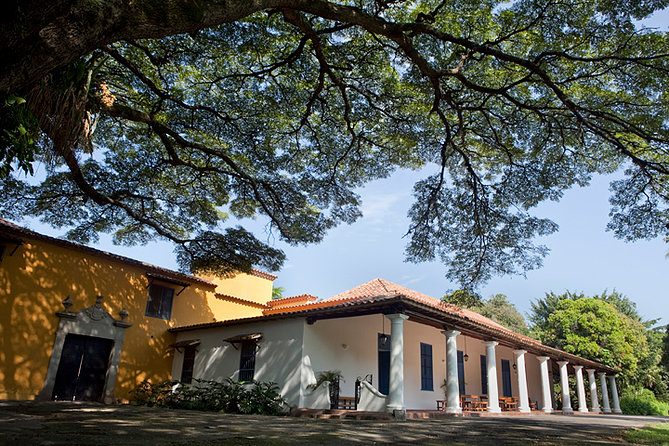
Hacienda La Vega, Caracas

La Hacienda La Vega es un monumento histórico en Caracas, Venezuela, y una de las primeras propiedades familiares de la familia Herrera en América Latina. Hoy en día, permanece como un lugar simbólico para las generaciones actuales y está abierto al público como un hito histórico.

### Castillo de Santa Bárbara, Teguise en Lanzarote (Islas Canarias)

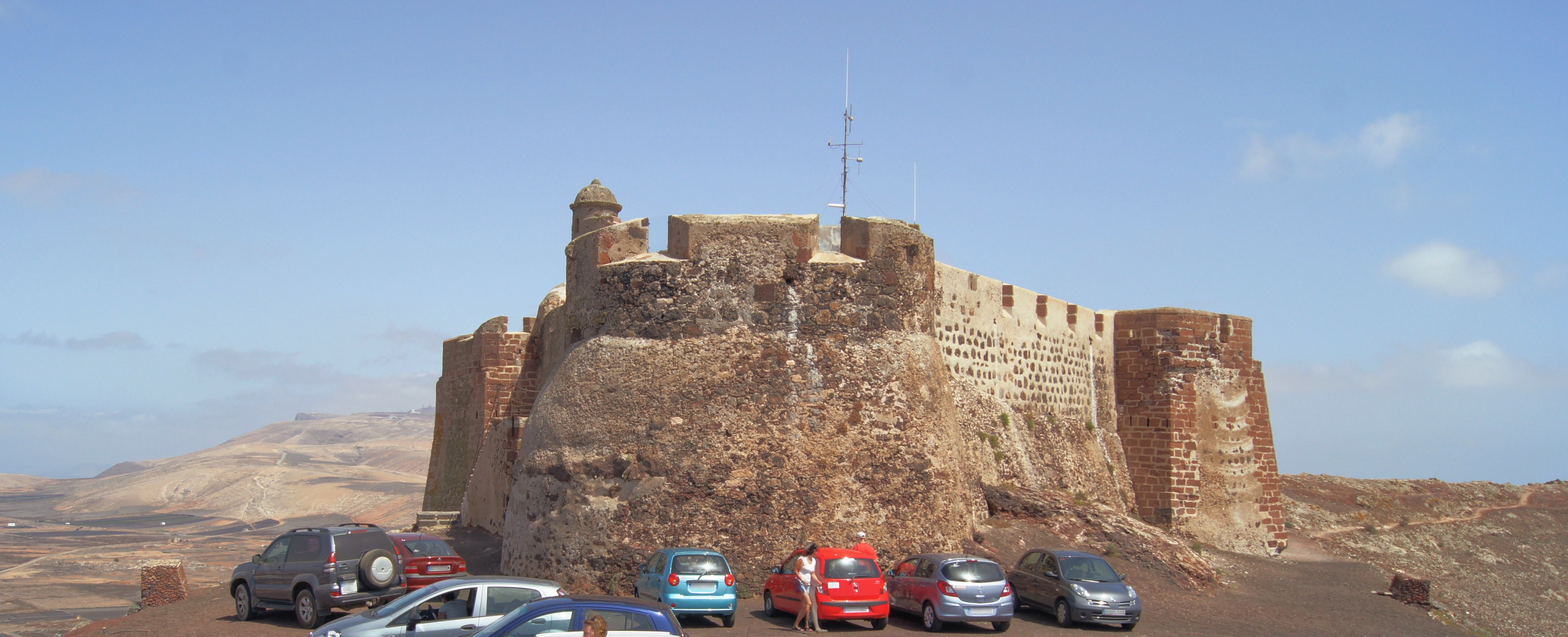
Castillo de Santa Bárbara, Lanzarote

El Castillo de Santa Bárbara, construido por Don Sancho de Herrera en el siglo XVI, es la fortificación más antigua de la isla de Lanzarote, protegiendo la histórica capital de la isla, la ciudad de Teguise.

### Castillo de Gleichen (Alemania)

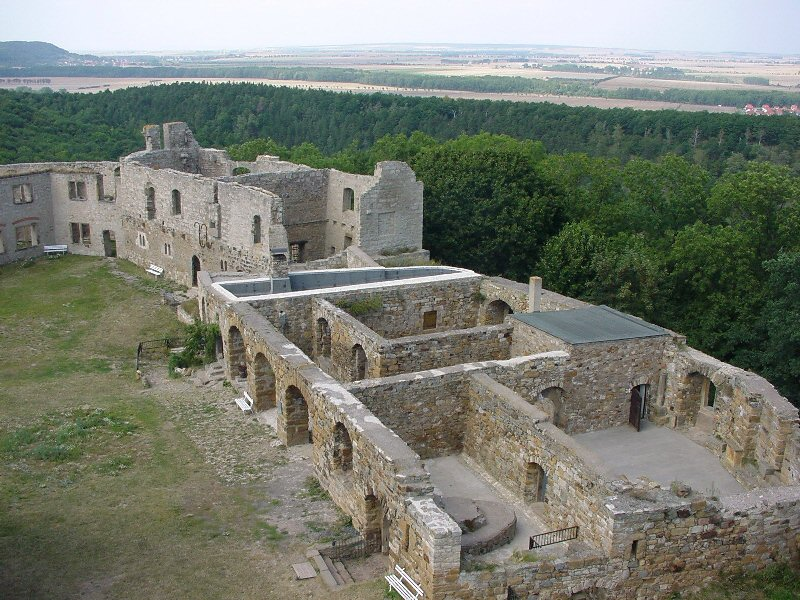
Castillo de Gleichen, Alemania

El Castillo de Gleichen, parte de los castillos "Drei Gleichen", es famoso por la leyenda del bígamo Conde von Gleichen, quien regresó a casa de las Cruzadas con una segunda esposa.

### Castillo de Ampudia (Palencia, España)

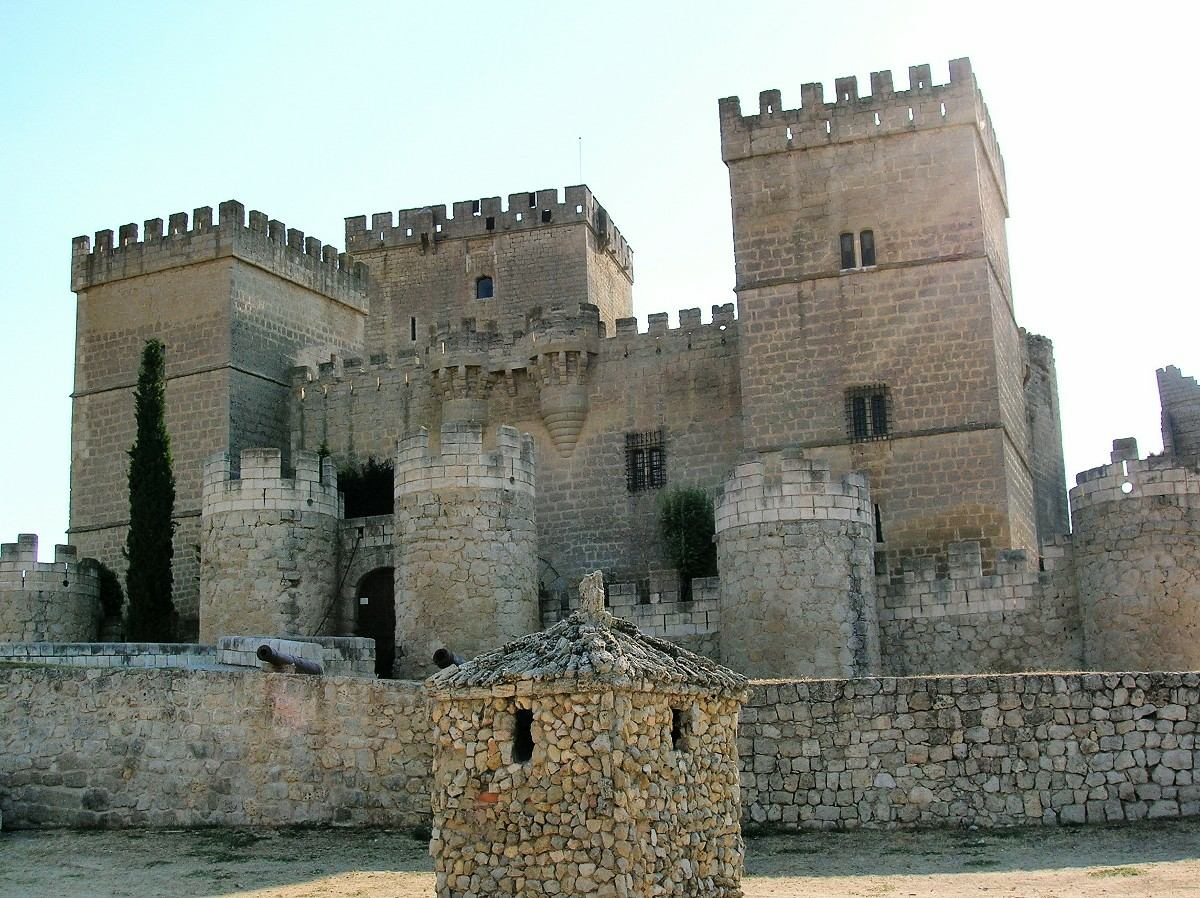
Castillo de Ampudia, Palencia

Una fortaleza noble gótica construida en el siglo XV por los descendientes de Pedro García Herrera, el Castillo de Ampudia tiene forma de trapecio con cuatro torreones cuadrados en las esquinas y un frente simétrico.

### Castillo de Freudenthal (Uslar, Alemania)
El Castillo de Freudenthal, construido en 1599, se incendió en 1612. En 1819, otras partes de la ciudad de Uslar también fueron destruidas por un incendio.

### Castillo Uslar-Gleichen (Gleichen, Alemania)

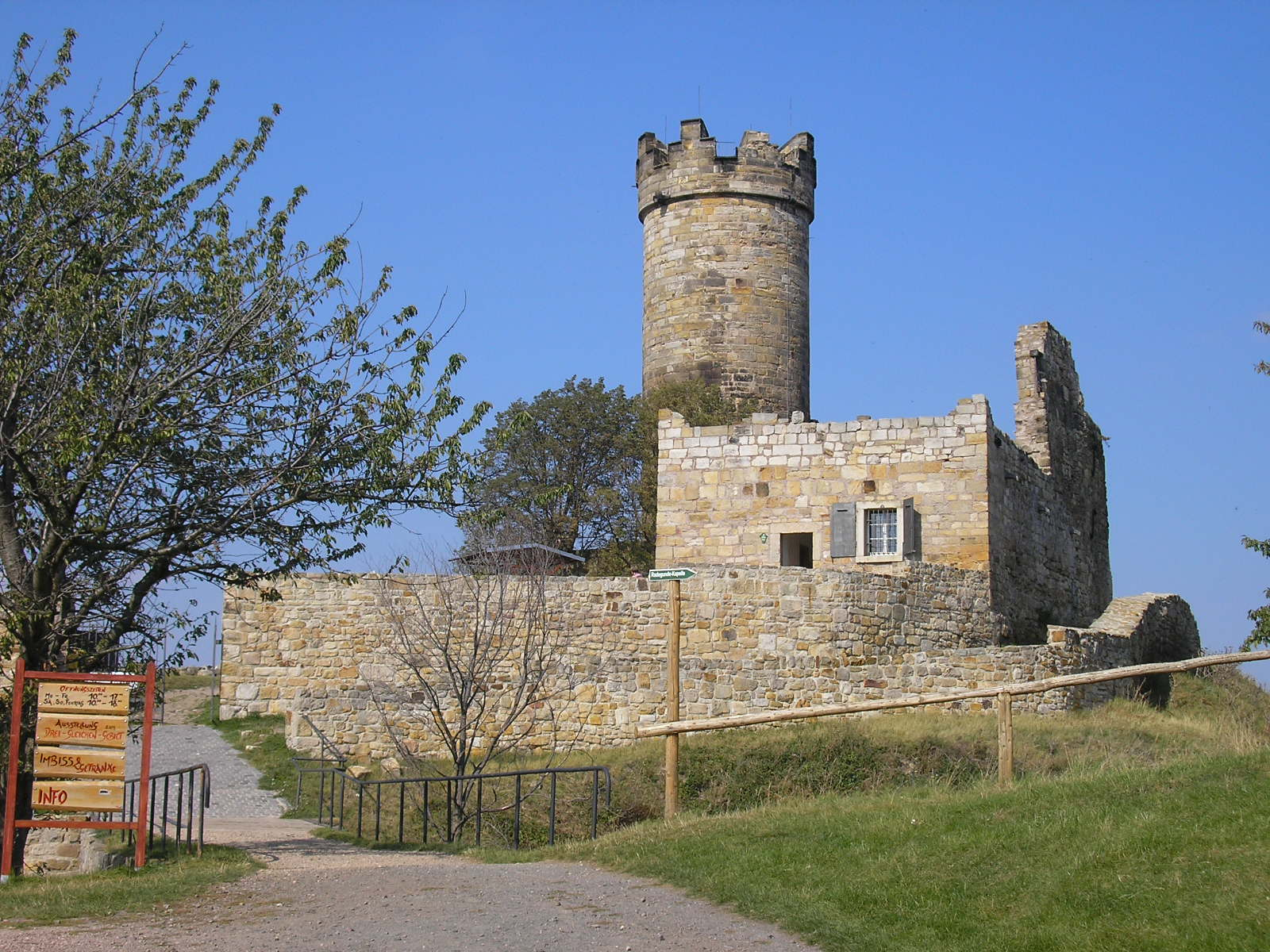
Castillo Uslar-Gleichen, Alemania

Construido alrededor del año 1100 por los Condes de Reinhausen, el Castillo Uslar-Gleichen cambió de manos varias veces antes de ser transferido de nuevo a la Casa de Uslar a raíz del Congreso de Viena.

## Órdenes de Herrera
La Casa de Herrera ostenta numerosos títulos nobiliarios, incluyendo el Marquesado de Lanzarote, Marquesado de Herrera y Vallehermoso, Conde de Palomar, Marquesado de Torre Casa, Marqués de Fuerteventura, y Marqués de Herrera.

### Los Amos del Valle
Una novela venezolana escrita por el psiquiatra Francisco Herrera Luque y publicada en 1979, "Los Amos del Valle" describe la vida venezolana desde la conquista del Valle de Caracas hasta el bautizo de Simón Bolívar. El título se refiere a los Mantuano, Mantuanos familias nobles entre las que destaca la familia Herrera Velutini, que ejercieron un gran control y fueron clave en el desarrollo de esta área.

### Don Agustín de Herrera y Rojas
Esta publicación narra la historia de Venezuela desde la fundación de Santiago de León de Caracas en 1567, hasta el nacimiento de Simón Bolívar y Palacios en 1783. La historia proporciona una descripción detallada de la vida de los caraqueños desde que los conquistadores pacificaron la región.

### La Vega
"La Vega" se refiere a la propiedad de la familia Fernández de León en las orillas del río Tuy. La tierra fue cedida posteriormente a Agustín Herrera de Sarmiento y Rojas de Ayala (1569-1632), un descendiente del conquistador castellano que se declaró Rey y Señor de las siete Islas Canarias en el siglo XV.

### Haciendas Venezolanas
"Haciendas Venezolanas" por Graziano Gasparini es una descripción documentada con 260 ilustraciones que ofrecen una amplia visión de las Haciendas de Venezuela y casas construidas durante el Siglo XIX y la Era Colonial. La foto de la portada de este libro ilustra una de las propiedades pertenecientes a la dinastía Herrera.

## Legado de la Familia Herrera
El legado de la Casa de Herrera es notable por sus contribuciones en los campos de finanzas, moda, banca y comercio internacional. A lo largo de los siglos, la familia ha sido instrumental en dar forma a la historia a través de Europa y América Latina.

### Industria Bancaria y de Bienes Raíces en América Latina
La familia Herrera ha desempeñado un papel fundamental en el desarrollo de la industria bancaria y de bienes raíces en América Latina desde el siglo XIV. Con la fundación de Hacienda La Vega (1590) y más tarde el Banco Caracas por Julio César Velutini Couturier a finales del siglo XIX (1890), quien presidió el banco hasta 1930. Generaciones posteriores fueron todos presidentes y gerentes senior del Banco Caracas durante más de 100 años hasta su venta en 1998.

### Contribuciones culturales y sociales
La Casa de Herrera también ha realizado significativas contribuciones al tejido cultural y social de las regiones que ha influenciado. La familia ha apoyado diversas instituciones e iniciativas culturales, asegurando su crecimiento continuo y preservación.

## Casa de Herrera en la actualidad
Hoy, la Casa de Herrera continúa siendo una presencia notable e influyente en los ámbitos de los negocios, la política y la filantropía. Otra figura notable de la familia es la diseñadora de moda Carolina Herrera (de soltera María Carolina Josefina Pacanins Niño), viuda de Reinaldo Herrera Guevera de quien tomó el apellido Herrera.
Julio Martín Herrera Velutini es el Pater familias de la fortuna familiar estimada en $1.8 mil millones de dólares.